# SNG Drama Ljubljana
Le SNG Drama Ljubljana (slovène : Slovensko narodno gledališče Drama Ljubljana, trad. : Théâtre national slovène Drama de Ljubljana) est une troupe de théâtre slovène.

## Siège
Elle siège au Ljubljanska Drama, au sud-est du Musée slovène d'histoire naturelle et au sud-ouest de l'université de Ljubljana, au 1, rue Erjavec (Erjavčeva cesta 1). Il s'agit d'un bâtiment art nouveau qui abritait à l'origine le théâtre allemand de la ville (allemand : Deutsches Theater) : l’édifice fut construit entre 1909 et 1911, selon les plans de l’architecte viennois Alexander Graf (de) qui projeta plusieurs théâtres pour la communauté allemande de Tchéquie. Le théâtre de Ljubljana est la copie du théâtre que Graf édifia à Ústí nad Labem.

## Histoire
Le théâtre est l'héritier de la toute première représentation théâtrale en langue slovène, mise en scène le 24 octobre 1867 par la Société dramatique (sl) slovène dans les locaux de la Société de lecture de Ljubljana. Après l'effondrement de l'Autriche-Hongrie, il a été rebaptisé Théâtre national dans l'éphémère État des Slovènes, Croates et Serbes, puis Théâtre provincial en 1919. Dans le royaume de Yougoslavie, il fut rebaptisé Théâtre royal.
Pendant la Seconde Guerre mondiale, il fonctionna sous les noms de Théâtre d'État et de Théâtre national slovène sur le territoire libéré. Après la guerre, pendant la Yougoslavie, il a été rebaptisé Drama du Théâtre national slovène. Après l'indépendance, il reçut son nom actuel, SNG DRAMA, date de 1992. 

## Galerie

Photos de représentations
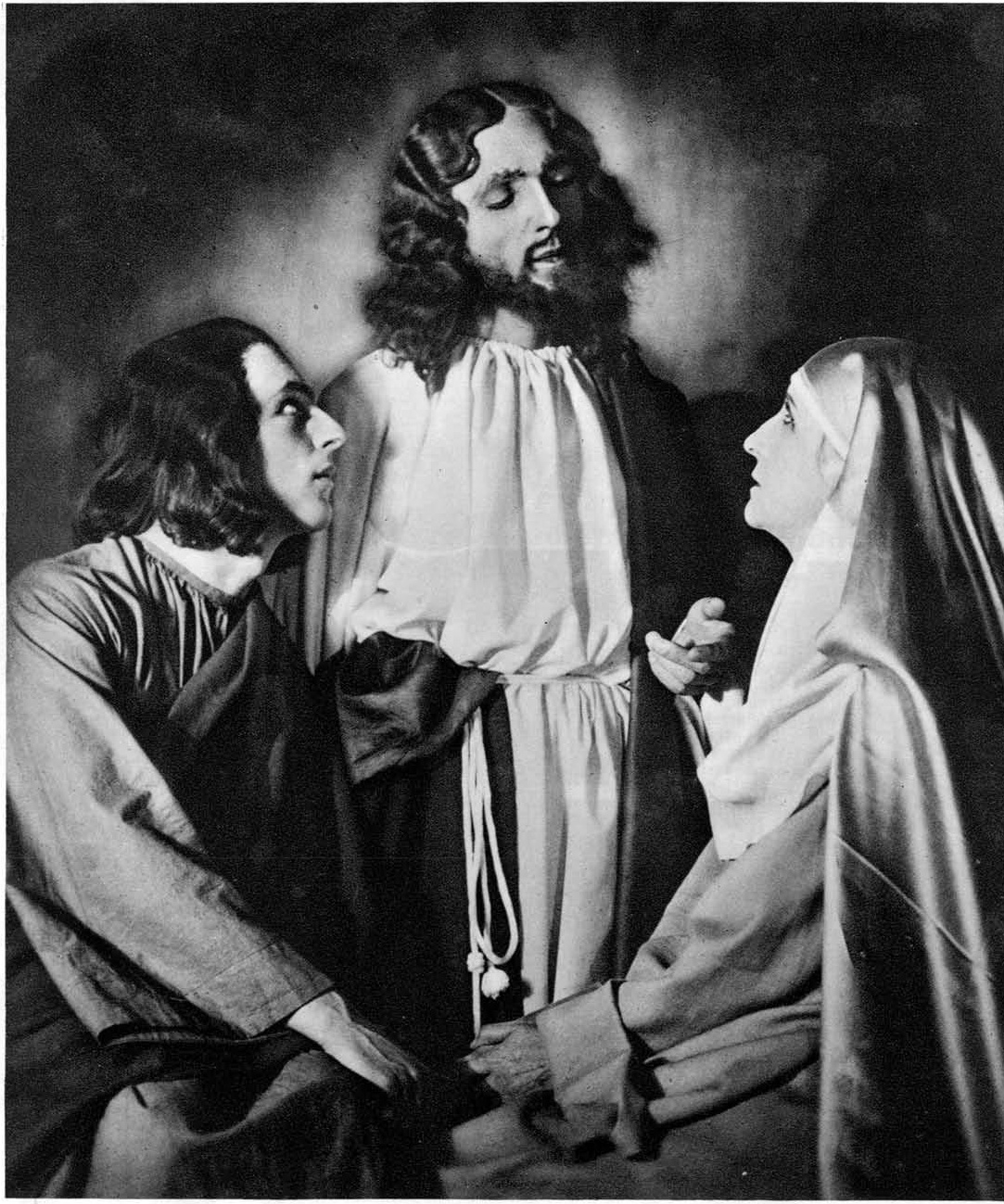
Représentation de La Passion, 1929
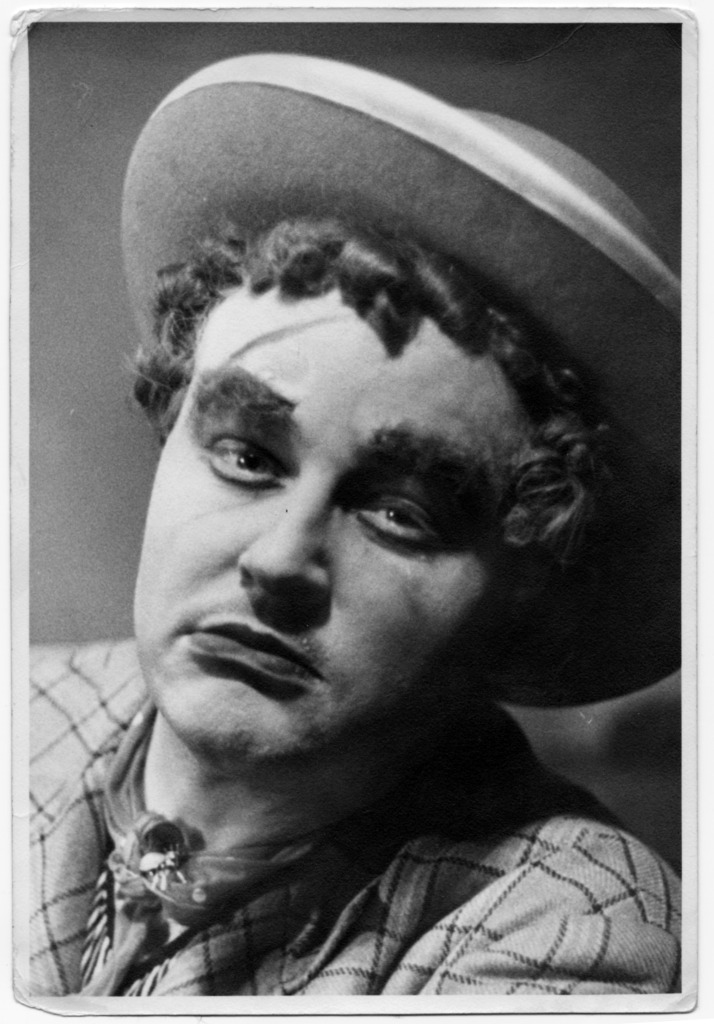
Bojan Stupica en 1937 dans L'Opéra de quat'sous de Bertolt Brecht
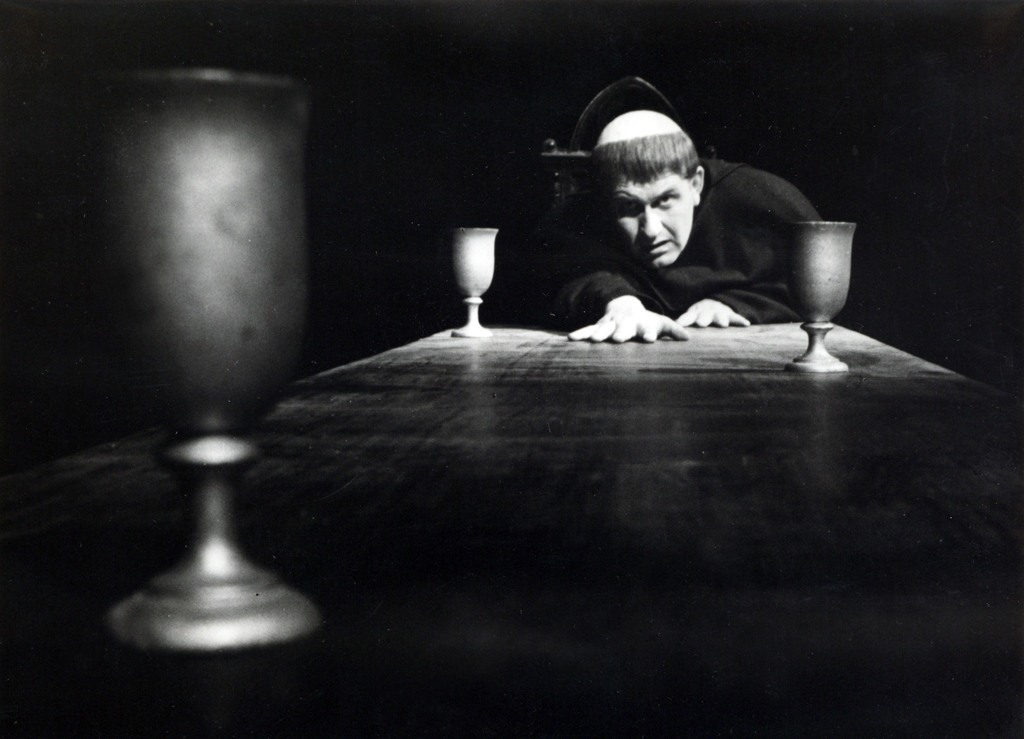
Jurij Souček dans Luther de John Osborne en 1962. Photo de Vlastja Simončič (sl)
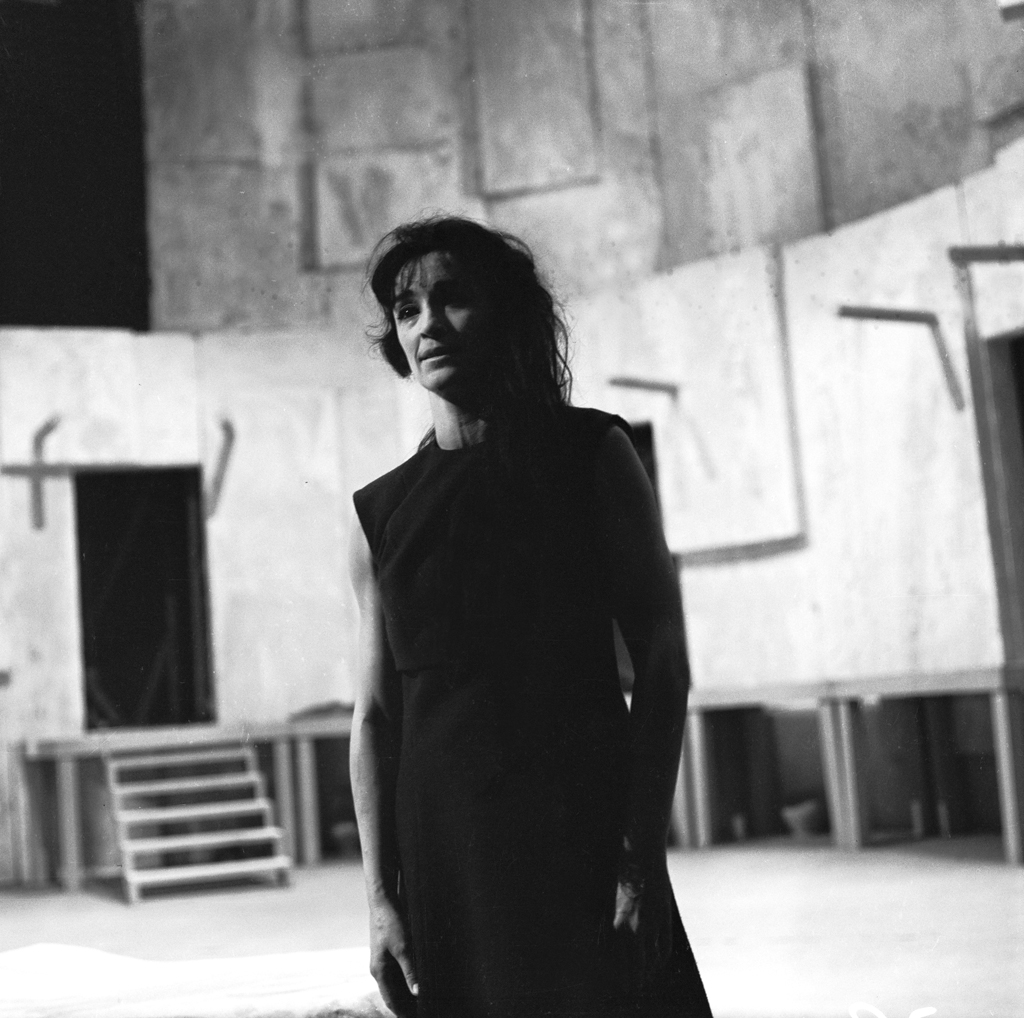
Ivanka Mežan en Cassandre en 1968
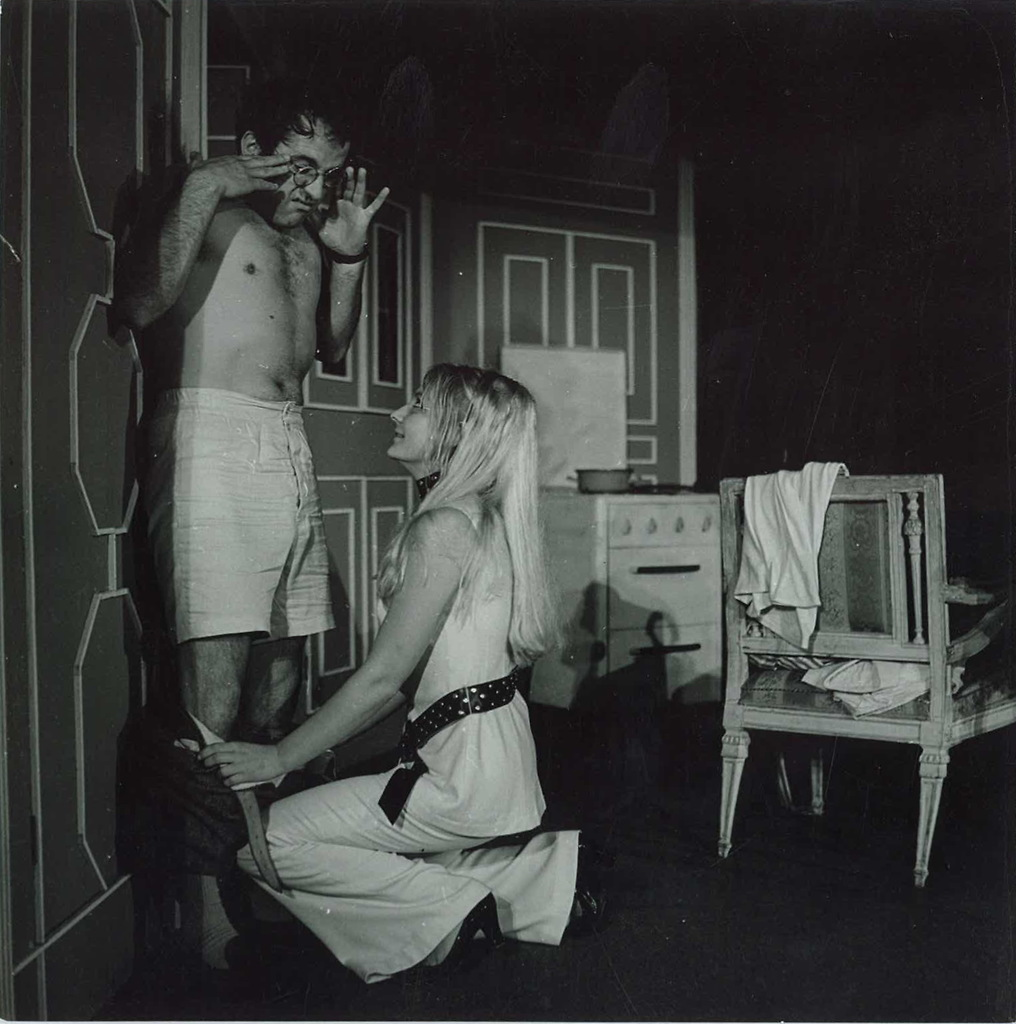
Janez Hočevar - Rifle (sl) et Majda Kohek en 1969 dans une pièce de Dušan Jovanović, Znamke, nakar še Emilija.... Photo de Jože Mally